# Rhyacophila dgaldanpa
Rhyacophila dgaldanpa är en nattsländeart som beskrevs av Schmid 1970. Rhyacophila dgaldanpa ingår i släktet Rhyacophila och familjen rovnattsländor. Inga underarter finns listade i Catalogue of Life.